# Phyllovates brevicornis
Phyllovates brevicornis es una especie de mantis de la familia Mantidae.

## Distribución geográfica
Se encuentra en Brasil, Ecuador y Colombia.